# 報恩寺 (屏東市)
報恩寺是台灣高雄州屏東市若松町（現・屏東縣屏東市）的寺院。戰後廢寺。

## 歷史
報恩寺位在屏東公園旁，日治時代大正5年（1916年），淨土宗開設屏東教會所。昭和10年（1935年），入母屋造的大本堂落成，曾經是屏東市最具代表性的日治時代佛教建築。戰後廢寺。2006年，遭拆除，現已不存。

## 脚注
1. ↑  .   [2022-01-30]. （原始内容存档于2019-06-04）.

## 關連項目
- 八宗十四派